# Garry Trudeau
Garretson Beekman "Garry" Trudeau, född 21 juli 1948 i New York City, New York, är en amerikansk serieskapare, mest känd för  strippserien Doonesbury.
Trudeau har en examen i grafisk design från Yale University. Han debuterade med Doonesbury 1970. Som första strippserietecknare någonsin belönades han 1975 med Pulitzerpriset för Editorial Cartooning. Han tilldelades 1995 Reuben Award som årets serieskapare och fick 2007 Svenska Serieakademiens Adamsonstatyett.